# Magneville
Magneville est une commune française, située dans le département de la Manche en région Normandie, peuplée de 311 habitants.

## Géographie

### Localisation
Les communes limitrophes sont L'Étang-Bertrand, Néhou, Bricquebec-en-Cotentin, Colomby, Golleville et Morville.

### Hydrographie
La commune est située dans le bassin Seine-Normandie. Elle est drainée par la Douve, deux bras de la Douve, le cours d'eau 01 de Bazire, le cours d'eau 01 de la Poissonnerie, le cours d'eau 01 de Valavaine, le cours d'eau 02 de la Baronnie, le cours d'eau 02 de la Poissonnerie, le cours d'eau 02 de la Tannerie et divers autres petits cours d'eau,.
La Douve, d'une longueur de 79 km, prend sa source dans la commune de Tollevast et se jette dans la baie de Seine à Carentan-les-Marais, après avoir traversé 28 communes.

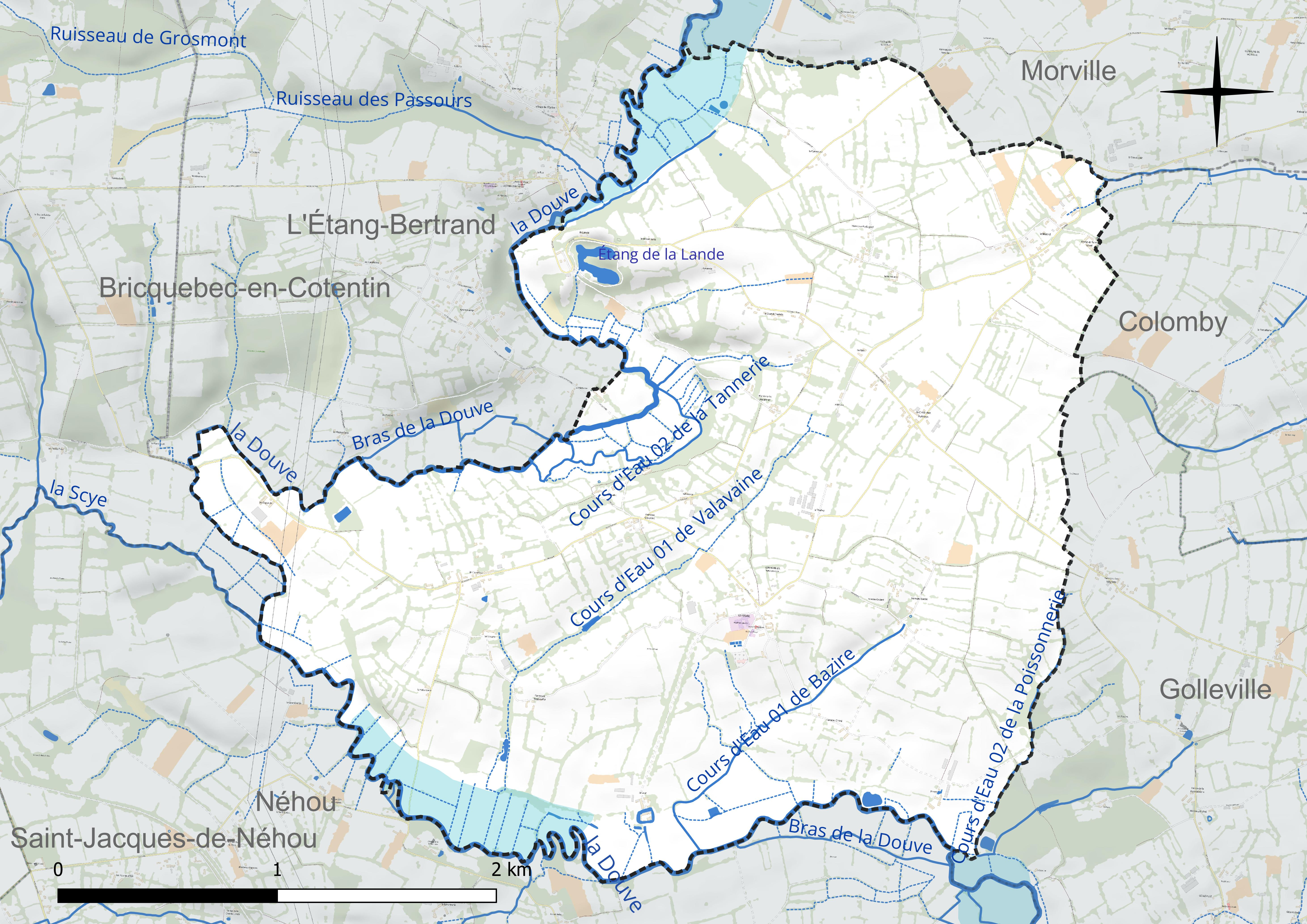
Réseau hydrographique de Magneville.

Un plan d'eau complète le réseau hydrographique : l'étang de la Lande (1,8 ha),.

### Climat
Pour des articles plus généraux, voir Climat de la Normandie et Climat de la Manche.
En 2010, le climat de la commune est de type climat océanique franc, selon une étude du CNRS s'appuyant sur une série de données couvrant la période 1971-2000. En 2020, Météo-France publie une typologie des climats de la France métropolitaine dans laquelle la commune est exposée à un climat océanique et est dans la région climatique  Normandie (Cotentin, Orne), caractérisée par une pluviométrie relativement élevée (850 mm/a) et un été frais (15,5 °C) et venté. Parallèlement le GIEC normand, un groupe régional d’experts sur le climat, différencie quant à lui, dans une étude de 2020, trois grands types de climats pour la région Normandie, nuancés à une échelle plus fine par les facteurs géographiques locaux. La commune est, selon ce zonage, exposée à un « climat maritime », correspondant au Cotentin et à l'ouest du département de la Manche, frais, humide et pluvieux, où les contrastes pluviométrique et thermique sont parfois très prononcés en quelques kilomètres quand le relief est marqué.
Pour la période 1971-2000, la température annuelle moyenne est de 11 °C, avec une amplitude thermique annuelle de 11,2 °C. Le cumul annuel moyen de précipitations est de 902 mm, avec 14,3 jours de précipitations en janvier et 7,2 jours en juillet. Pour la période 1991-2020, la température moyenne annuelle observée sur la station météorologique la plus proche, située sur la commune de Cherbourg-en-Cotentin à 22 km à vol d'oiseau, est de 12,1 °C et le cumul annuel moyen de précipitations est de 963,9 mm,. Pour l'avenir, les paramètres climatiques de la commune estimés pour 2050 selon différents scénarios d’émission de gaz à effet de serre sont consultables sur un site dédié publié par Météo-France en novembre 2022.

## Urbanisme

### Typologie
Au 1er janvier 2024, Magneville est catégorisée commune rurale à habitat très dispersé, selon la nouvelle grille communale de densité à sept niveaux définie par l'Insee en 2022.
Elle est située hors unité urbaine.
Par ailleurs la commune fait partie de l'aire d'attraction de Cherbourg-en-Cotentin, dont elle est une commune de la couronne,. Cette aire, qui regroupe 77 communes, est catégorisée dans les aires de 50 000 à moins de 200 000 habitants,.

### Occupation des sols
L'occupation des sols de la commune, telle qu'elle ressort de la base de données européenne d’occupation biophysique des sols Corine Land Cover (CLC), est marquée par l'importance des territoires agricoles (100 % en 2018), une proportion identique à celle de 1990 (100 %).
La répartition détaillée en 2018 est la suivante : prairies (53,9 %), terres arables (27,8 %), zones agricoles hétérogènes (18,3 %).

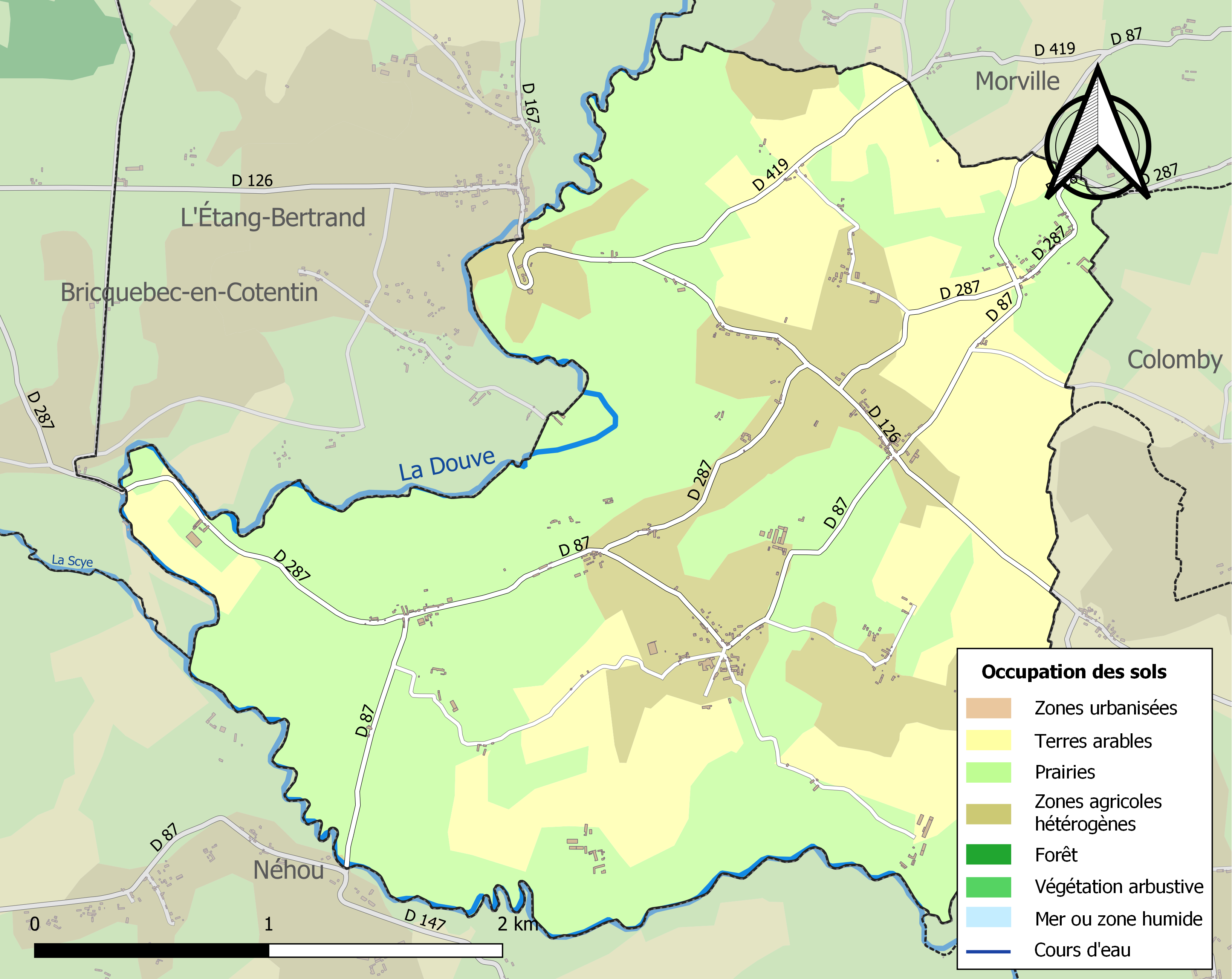
Carte des infrastructures et de l'occupation des sols de la commune en 2018 (CLC).

L'évolution de l’occupation des sols de la commune et de ses infrastructures peut être observée sur les différentes représentations cartographiques du territoire : la carte de Cassini (XVIIIe siècle), la carte d'état-major (1820-1866) et les cartes ou photos aériennes de l'IGN pour la période actuelle (1950 à aujourd'hui).

## Toponymie
Le nom de la localité est attesté sous les formes Magnavilla entre 1051 et 1066, Esware de Magnevilla en 1164.
« Le grand domaine ».

## Histoire

### Antiquité
C'est à Magneville que la voie romaine qui reliait Alauna (Alleaume-Valognes) à Grannonum (Portbail ?) traversait la Douve et où l'on a retrouvé des pavés.

### Moyen Âge
Un Geoffroy de Magneville était en 1066 à la conquête de l'Angleterre et devint comte d'Essex et connétable de la tour de Londres. Au XIIe siècle, Étienne de Magneville fut l'un des soutiens de Geoffroy Plantagenêt (1113-1151) dans sa conquête de la Normandie , entraînant avec lui de nombreux seigneurs du Cotentin. La famille de Magneville qui possédait des biens importants dans le Cotentin fut la bienfaitrice des abbayes de Saint-Sauveur et de Montebourg. Elle avait également des domaines en Angleterre dans le Devonshire et le Wiltshire.
Dans la première moitié du XIIe siècle, la paroisse relevait de l'honneur de Bricquebec.
En décembre 1331, Robert VIII Bertrand, bailli de Cotentin, obtient du roi de France, Philippe VI de Valois une foire annuelle dite de la Saint-Maur à Magneville et Fontenay-le-Marmion. Le 24 février 1343, Robert la donne à son frère Jean, seigneur de Magneville.
Au Moyen Âge, un port de berge permettait de décharger des marchandises acheminées sur des nacelles (petits navires) depuis les Ponts-d'Ouve (Saint-Côme-du-Mont), au nord de Carentan, où les navires de mer pouvaient remonter ; le trait de côte étant à cette époque beaucoup plus à l'intérieur des terres qu'aujourd'hui.

### Temps modernes
En 1567, Louis de Magneville, écuyer, sieur de Magneville et de la Varengière à Ozeville, est taxé pour ses fiefs de 100 livres dans le rôle des nobles et roturiers, au titre du ban et de l'arrière ban de la vicomté de Coutances, réalisé par Gilles Dancel, seigneur d'Audouville, lieutenant général du bailli de Cotentin, tenu à Coutances les 20-22 octobre. Le fief de Magneville tenu de la baronnie de Bricquebec, qui valait un demi-fief de haubert, avait des extensions à Brillevast, Gréville, Saint-Pierre et Notre-Dame-d'Allonne.
Le 15 novembre 1593, dans un aveu, Arthur de Magneville, chevalier, gentilhomme de la Chambre, est titré sieur de Geffosse, Courcy, Magneville et baron de La Haye-du-Puits.

## Politique et administration
| Période                                  | Période  | Identité                        | Étiquette | Qualité     |
| ---------------------------------------- | -------- | ------------------------------- | --------- | ----------- |
| 1792                                     | 1800     | Jean Louis Couppey              |           |             |
| 1800                                     | 1802     | Jean Alexandre Duchemin         |           | Avocat      |
| 1802                                     | 1816     | Jean Louis Couppey              |           |             |
| 1817                                     | 1821     | Michel Nicolas Jumelin          |           | Cultivateur |
| 1821                                     | 1826     | Pierre Delauney                 |           | Cultivateur |
| 1826                                     | 1848     | Louis François Cossin           |           |             |
| 1848                                     | 1858     | Jean Sébastien Duchemin         |           | Adjoint     |
| 1859                                     | 1868     | Bon Jean Adrien Lemesley        |           | Cultivateur |
| 1868                                     | 1876     | Jean Nicolas Périne             |           | Cultivateur |
| 1876                                     | 1887     | Jean Edouard Piedagnel          |           | Cultivateur |
| 1887                                     | 1896     | Jean François Lemarié           |           |             |
| 1896                                     | 1906     | Louis Jules Alexandre Piedagnel |           |             |
| 1907                                     | 1912     | Jean Jules Clément Picot        |           | Cultivateur |
| 1912                                     | 1917     | Jean Eugène Ragonde             |           | Cultivateur |
| 1919                                     | 1923     | Jean Jules Clément Picot        |           | Cultivateur |
| 1923                                     | 1952     | Jules Marin Bienaimé Lequertier |           | Éleveur     |
| 1952                                     | 1972     | Louis Jean Albert Lequertier    |           | Éleveur     |
| 1972                                     | 1989     | Félix Lemarié                   |           |             |
| 1989                                     | 2001     | Michel Mourocq                  |           | Agriculteur |
| 2001                                     | En cours | Maurice Duchemin                | SE        | Agriculteur |
| Les données manquantes sont à compléter. |          |                                 |           |             |

Le conseil municipal est composé de onze membres dont le maire et deux adjoints.

## Population et société
Les habitants de la commune sont appelés les Magnevillais.

### Démographie
L'évolution du nombre d'habitants est connue à travers les recensements de la population effectués dans la commune depuis 1793. Pour les communes de moins de 10 000 habitants, une enquête de recensement portant sur toute la population est réalisée tous les cinq ans, les populations de référence des années intermédiaires étant quant à elles estimées par interpolation ou extrapolation. Pour la commune, le premier recensement exhaustif entrant dans le cadre du nouveau dispositif a été réalisé en 2004.
En 2022, la commune comptait 311 habitants, en évolution de −8,26 % par rapport à 2016 (Manche : −0,31 %, France hors Mayotte : +2,11 %).
| 1793 | 1800 | 1806 | 1821  | 1831 | 1836 | 1841 | 1846 | 1851 |
| ---- | ---- | ---- | ----- | ---- | ---- | ---- | ---- | ---- |
| 818  | 773  | 833  | 1 022 | 803  | 719  | 678  | 638  | 627  |

| 1856 | 1861 | 1866 | 1872 | 1876 | 1881 | 1886 | 1891 | 1896 |
| ---- | ---- | ---- | ---- | ---- | ---- | ---- | ---- | ---- |
| 612  | 609  | 594  | 599  | 590  | 552  | 513  | 520  | 463  |

| 1901 | 1906 | 1911 | 1921 | 1926 | 1931 | 1936 | 1946 | 1954 |
| ---- | ---- | ---- | ---- | ---- | ---- | ---- | ---- | ---- |
| 502  | 449  | 458  | 442  | 435  | 429  | 424  | 412  | 413  |

| 1962 | 1968 | 1975 | 1982 | 1990 | 1999 | 2004 | 2006 | 2009 |
| ---- | ---- | ---- | ---- | ---- | ---- | ---- | ---- | ---- |
| 401  | 359  | 291  | 242  | 259  | 282  | 265  | 259  | 288  |

| 2014 | 2019 | 2022 | - | - | - | - | - | - |
| ---- | ---- | ---- | - | - | - | - | - | - |
| 332  | 313  | 311  | - | - | - | - | - | - |

### Sports et loisirs
Sur le territoire de la commune, à proximité immédiate de l'agglomération de L'Étang-Bertrand, se trouve un étang artificiel, l'étang des Landes, transformation d'une ancienne carrière abandonnée. L'eau provient de sources que l'exploitation de la carrière avait mises au jour. Moyennant une carte de pêche, on y pêche toute l'année divers poissons (notamment des truites), l'étang étant régulièrement rempoissonné.

## Culture locale et patrimoine

### Lieux et monuments
- Église Notre-Dame des XIIe, XIIIe, XVe – XIXe siècles, inscrite en 1985 au titre des monuments historiques[39] avec sur le chœur des restes de corniche romane. Elle abrite un retable de la Sainte Trinité et de l'Ordre des Trinitaires pour le rachat des captifs du XVIIe siècle, des fonts baptismaux romans en calcaire polychrome du XIIe siècle, classés au titre objet aux monuments historiques[40],[41], un maître-autel du XXe, un haut-relief Vierge à l'Enfant du XVIe, les statues de saint Jacques le Majeur du XVe, saint Gilles et la biche du XVIe, une verrière des XIXe et XXe siècles de Paul Bony et Gérard Bourget[24].
- Manoir de la Cour (à l'emplacement de l'ancien château fort) : le logis seigneurial remonte au XVe siècle. Il fut fortement remanié au XVIIe. Baigné par l'Ouve, le mur d'enceinte du premier château masque en partie le bâtiment des communs et sa tour pigeonnier[42]. On pénètre dans la ferme-manoir par une porte charretière. L'ensemble se compose d'une tour carrée percée de fenêtres du XVIIIe siècle[43], des communs, des bûchers, d'un pavillon central du XVIe siècle[43] avec son colombier mural. À voir également les fenêtres à meneaux de l'ancien logis de l'étage. Siège de la châtellenie du lieu, il entretenait des liens étroits avec la baronnie de Bricquebec de laquelle il relevait.
- Fermes-manoirs de Beauval des XVIIe – XVIIIe siècles, de Saint-Louet du XVIIe siècle, des Essarts, des Vagands, et de la Piletterie.
- Mémorial du 6 juin 1944.
- Motte ? Charles de Gerville (Gerville C., 1825, t. 1, 269) signale l'existence d'une très belle motte, la plus belle du département selon lui, entourée de fossés, à peu de distance du château actuel, au-delà des limites de la paroisse formées à cet endroit par la rivière l'Ouve. Cette motte serait donc sur la paroisse de Néhou, mais n'a pu être localisée [44].

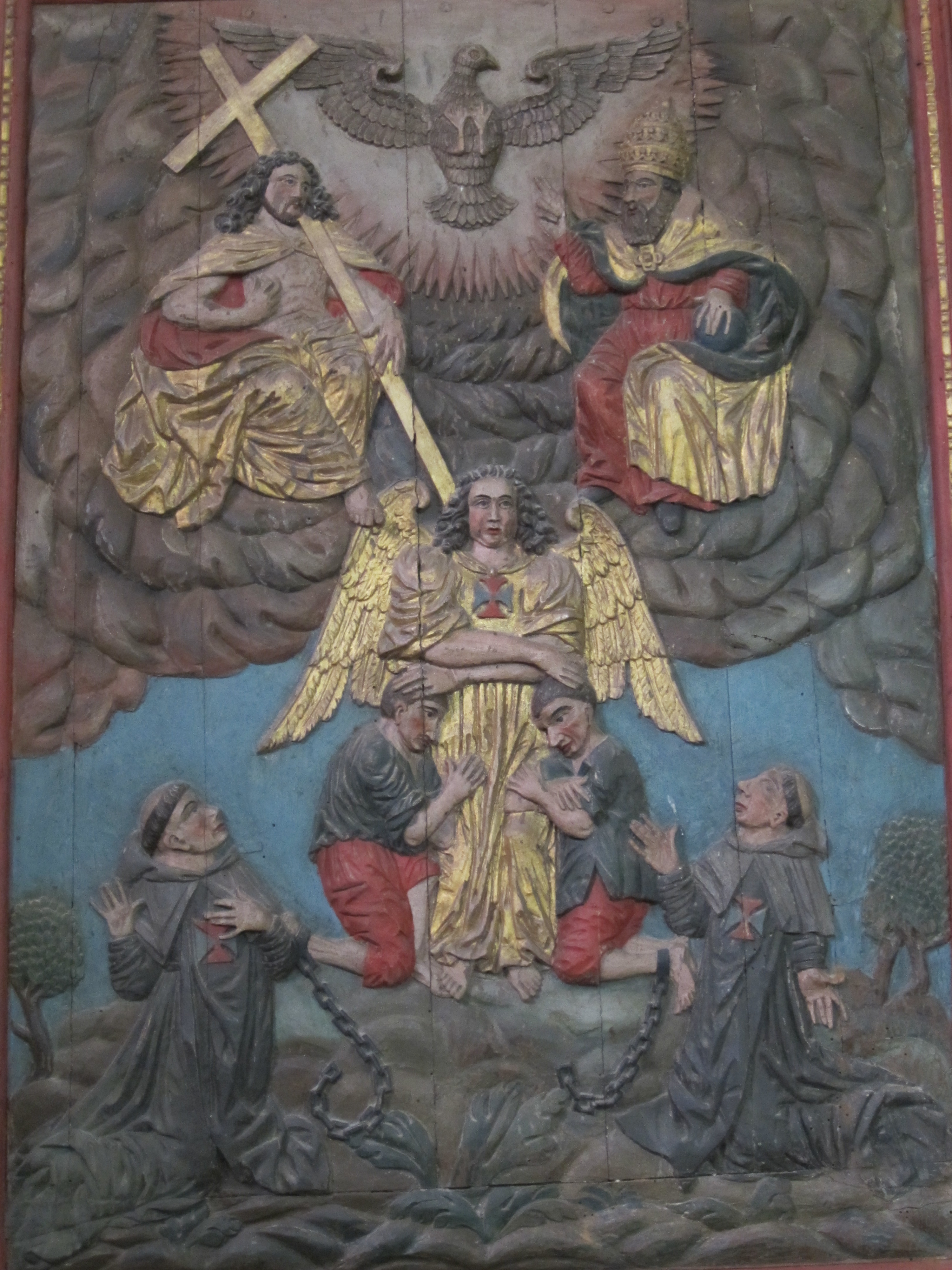
Le retable de la Sainte Trinité et de l'Ordre des Trinitaires.
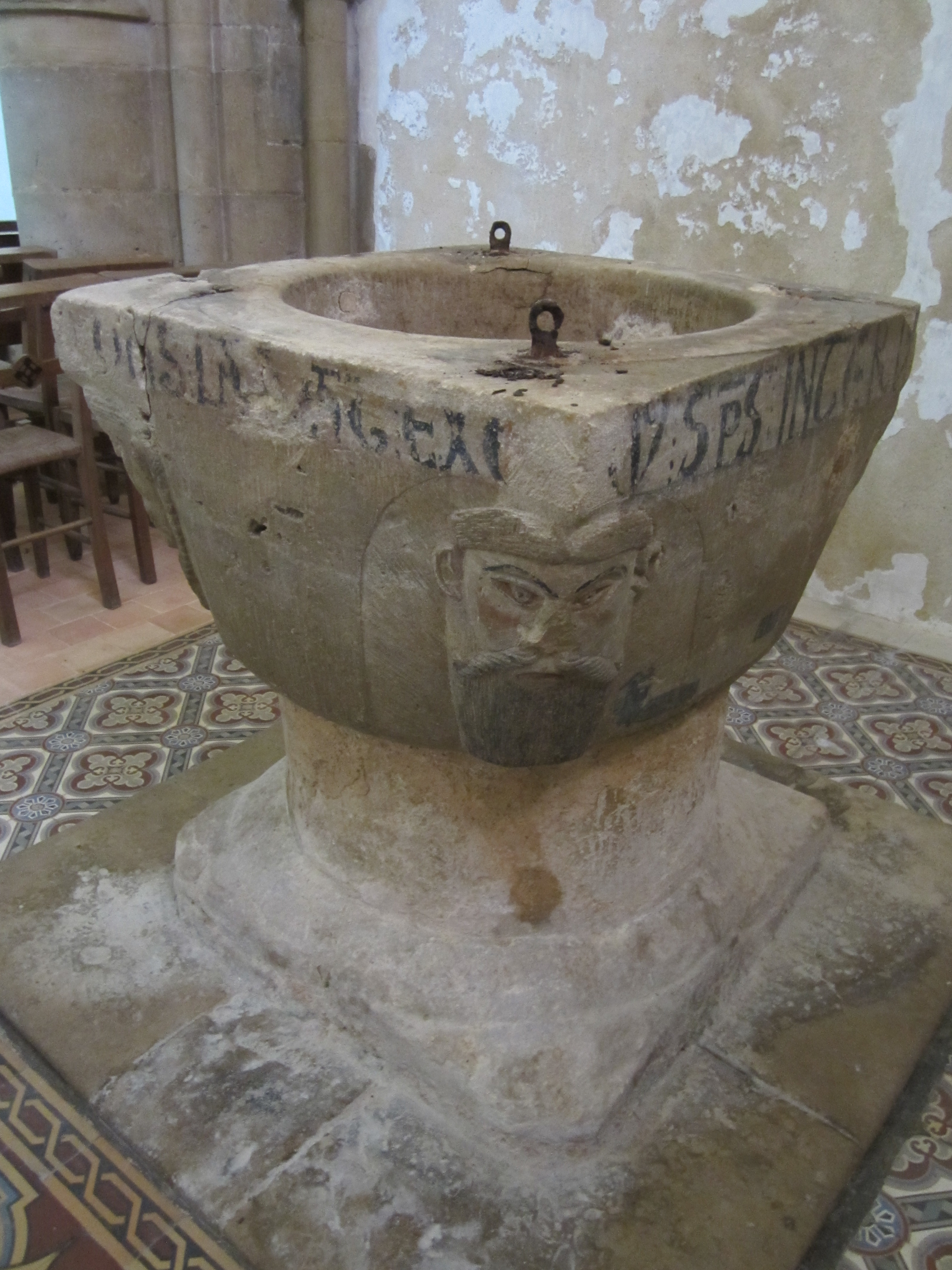
Les fonts baptismaux.

### Héraldique
| Blason de Magneville | Blason  | Parti de gueules et de sable, à l'aigle bicéphale d'argent becquée et membrée d'or brochante. |
| Blason de Magneville | Détails | Le blason est utilisé par la mairie Le statut officiel du blason reste à déterminer.          |